# Baniewice (przystanek kolejowy)
Baniewice – zamknięty i zlikwidowany przystanek osobowy w Baniewicach, w powiecie gryfińskim, w województwie zachodniopomorskim, w Polsce.